# Sony Tablet P
Sony Tablet P是索尼公司於IFA 2011發佈的一款對摺式、雙觸控屏幕顯示的平板電腦，為Sony Tablet系列其中的一款產品，外形與NDS相似，其採用Android 3.2作業系統，並推出Android 4.0系統升級。

## 硬件
Sony Tablet P有Wi-Fi + 3G 版本和Wi-Fi 版本，其配置一顆 NVIDIA Tegra 2 1GHz 雙核心處理器、1GB RAM、4GB 內置儲存，兩塊螢幕均為解像度 1024 x 480 的 TFT-LCD 螢幕。機身後面的上蓋配置了一顆500萬像素的鏡頭，機身正面則有一顆前置鏡頭，可以用於視頻聊天；揚聲器在機身下蓋的左邊，而右邊則配置音量鍵、充電插口、Micro-USB傳輸及電源鍵，其中Micro-USB只能用於資料傳輸，須用專用充電器才能充電。

## 外部連結
- Sony官方網站